# Lago Fryxell

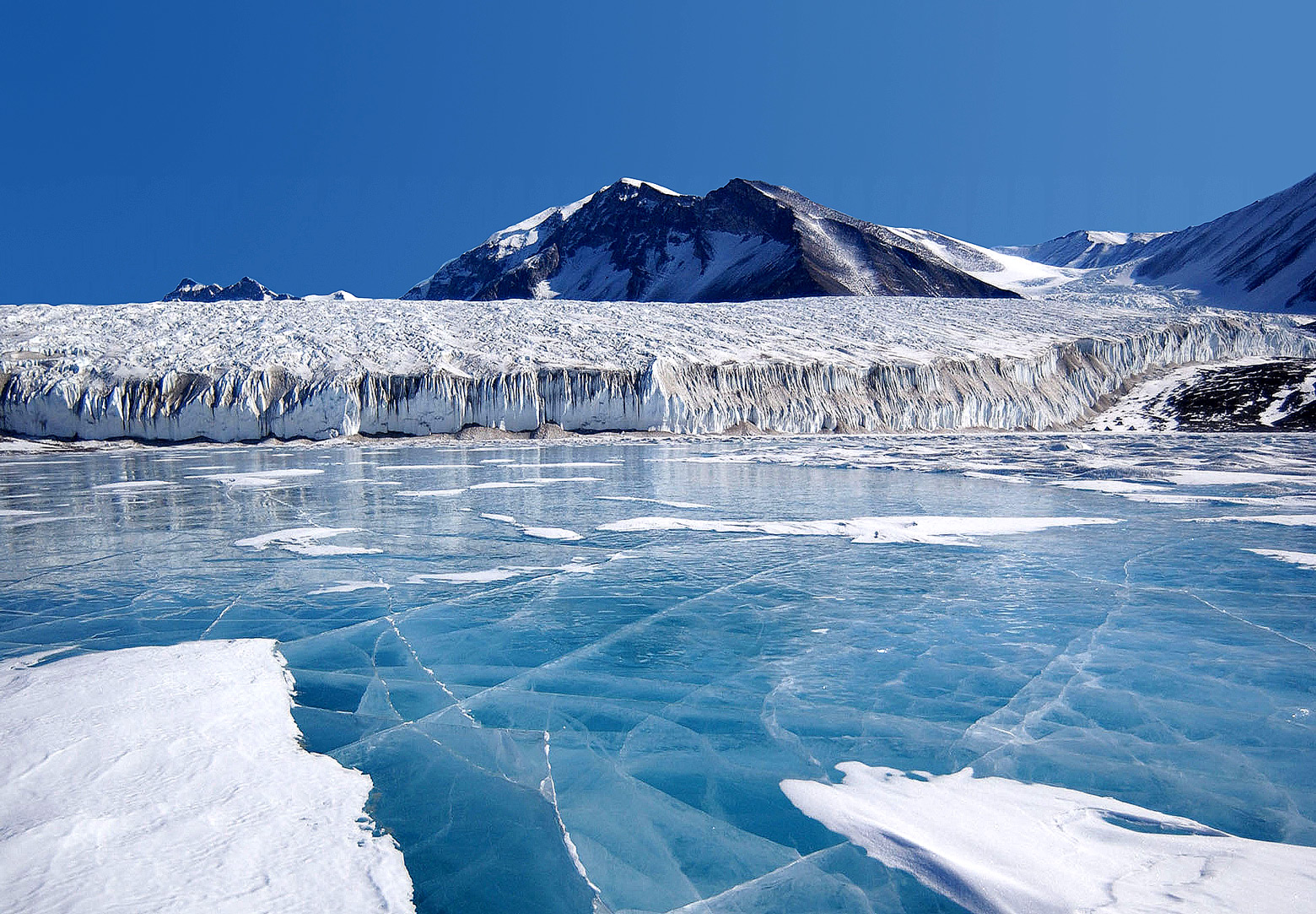
Gelo azul cobrindo o Lago Fryxell.

O lago Fryxell é um lago de 4,5 km de extensão, localizado na Terra de Vitória, na Antártida. Mapeado durante a Expedição Discovery, foi nomeado em homenagem a Fritiof Fryxell, um glaciólogo americano.